# جغرافیای کیریباتی

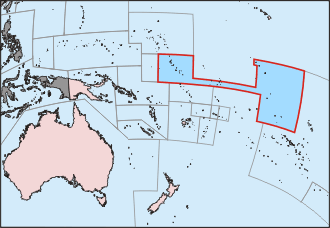

جغرافیای کیریباتی جغرافیای جمهوری کیریباتی در اقیانوس آرام است که برخلاف نام نوشتاری رایج آن، تلفظ درست و رایج نام آن کیریباس است. در زبان کیریباسی ti به صورت «س» تلفظ می‌شود و تلفظ نام این کشور کیریباس و زبان آن کیریباسی است.
جمهوری کیریباتی مجموعه‌ای از ۳۳ جزیره در اقیانوس آرام است که بخشی از آن‌ها بالای خط استوا و بخشی دیگر در پایین خط استوا قرار دارد. این جزایر با نام جزایر گیلبرت هم شناخته می‌شوند. این مجموعه جزایر، فضایی به طول ۴۰۰۰ کیلومتر و عرض ۲۰۰۰ کیلومتر را اشغال کرده‌اند. بسیاری از جزایر مرجانی این کشور غیرقابل سکونت بوده و با بالا آمدن آب دریا هنگام مد زیر آب می‌روند. با توجه به این، تنها ۸۱۱ کیلومتر مربع از این جزایر قابل سکونت است.
کیریباس تنها کشور جهان است که در هر چهار نیم‌کره واقع است. این کشور در دو سوی خط بین‌المللی تاریخ قرار گرفته‌است یعنی در یک سوی این خط، تاریخ یک روز عقب‌تر از سوی دیگر است. با توجه به این موضوع، دولتمردان این کشور در سال ۱۹۹۵ خط را به سمت شرق حرکت دادند تا همهٔ کشور در یک روز قرار بگیرد. همین اتفاق سبب شد تا روز اول ژانویه سال ۲۰۰۰ کیریباس اولین کشور بخش مسکونی زمین باشد که وارد هزاره سوم میلادی می‌شود و پس از آن نام جزیره کارولین ـ که اولین بخش جهان بود که سال جدید را تجربه کرد ـ به جزیرهٔ هزاره تغییر کرد.
جمهوری کیریباتی مجموعه جزایری است واقع در قارهٔ اقیانوسیه، اقیانوس آرام جنوبی، در مرکز استوا یا نیمگان زمین و در انتهای خط بین‌المللی روزگردان، شمال تووالو و شرق نائورو، پایتخت این کشور شهر بایریکی با ۳۲ هزار نفر جمعیت می‌باشد.
مساحت کیریباس ۸۱۱ کیلومتر مربع و جمعیت آن ۱۱۹٬۰۰۰ نفر است. مهم‌ترین شهر کیریباس تاراوا با ۳۶ هزار نفر جمعیت است. کیریباس مشتمل بر ۳۳ جزیره‌است که مهم‌ترین آنها، جزایر گیلبرت، جزایر فینیکس و جزایر لاین نام دارند.
به گفته کارشناسان، با ادامه روند گرم‌شدن زمین، اولین کشوری که بر روی زمین به زیر آب خواهد رفت، کیریباس است. مجموعه جزایر کیریباس از قربانیان تغییرات اقلیمی هستند. با افزایش سطح آب اقیانوس‌ها جزایر کوچک این جمهوری رفته‌رفته ناپدید می‌شوند. دولت کیریباس در فکر کوچ ساکنان این جزایر به مکان دیگری است. به همین دلیل دولت کیریباس سال ۲۰۱۴ میلادی زمینی با مساحت بیش از دو هزار هکتار در یکی از دو جزیره اصلی جمهوری جزایر فیجی آنهم در منطقه‌ای با ارتفاع بسیار بالا از سطح دریا خرید.

## آب‌وهوا
به‌خاطر موقعیت مکانی این کشور، آب و هوای آن دریایی است. دمای هوا در طی سال بین ۲۶ و ۳۲ درجه سانتی‌گراد است و دمای آب در طول سال در حدود ۲۸ تا ۲۹ درجه سانتی‌گراد می‌ماند. فصل خشک از دسامبر تا مارس است در حالی که فصل مرطوب از فوریه تا مه و از سپتامبر تا نوامبر ادامه دارد. در خشک‌ترین سال‌ها، این جزایر ۱۵۰ میلی‌متر بارندگی دریافت کرده‌اند در حالی که مرطوب‌ترین سال‌ها این رقم به ۴۰۰۰ میلی‌متر رسیده‌است.

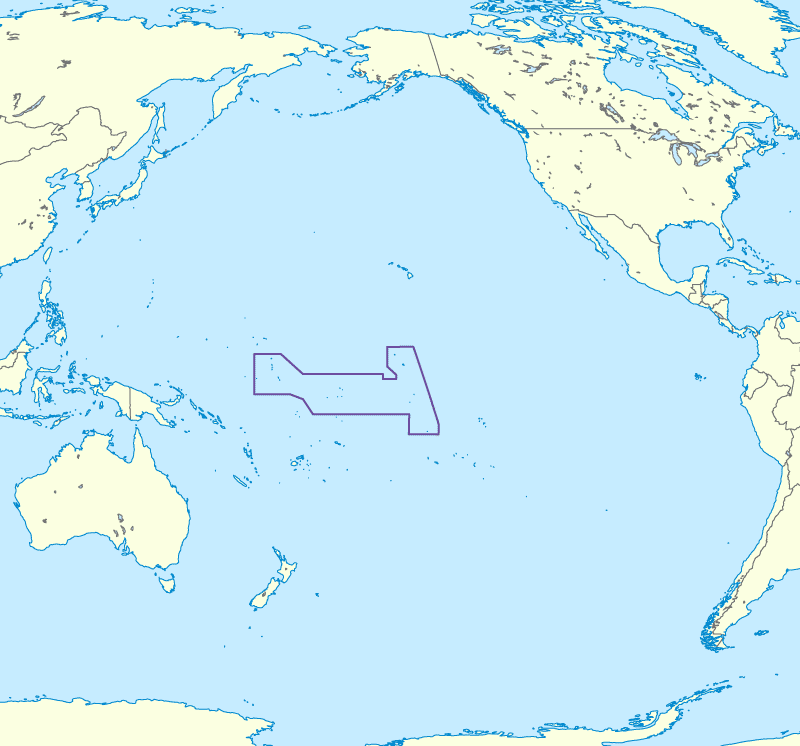
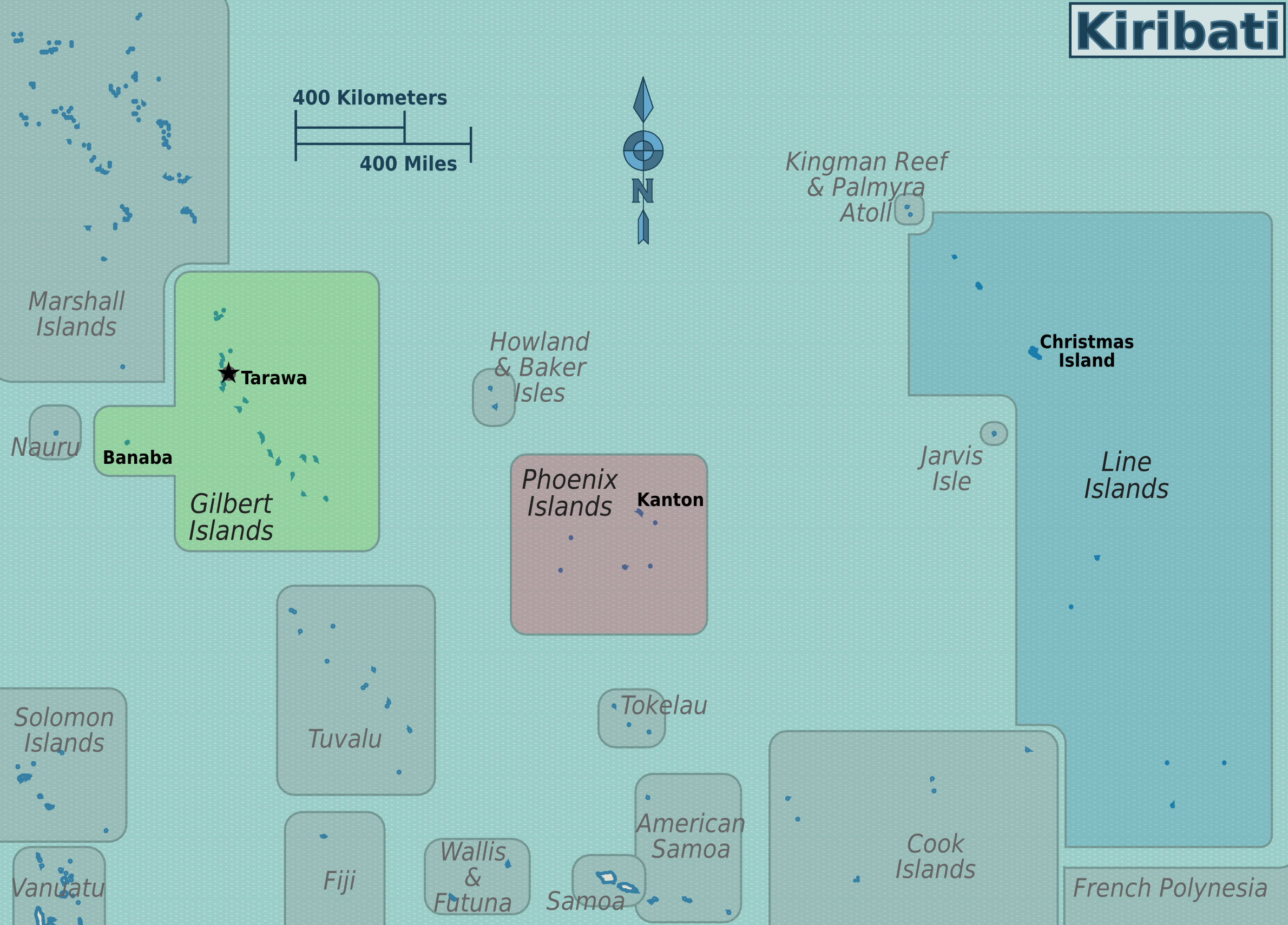
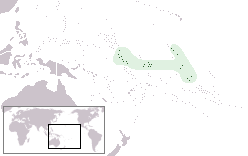
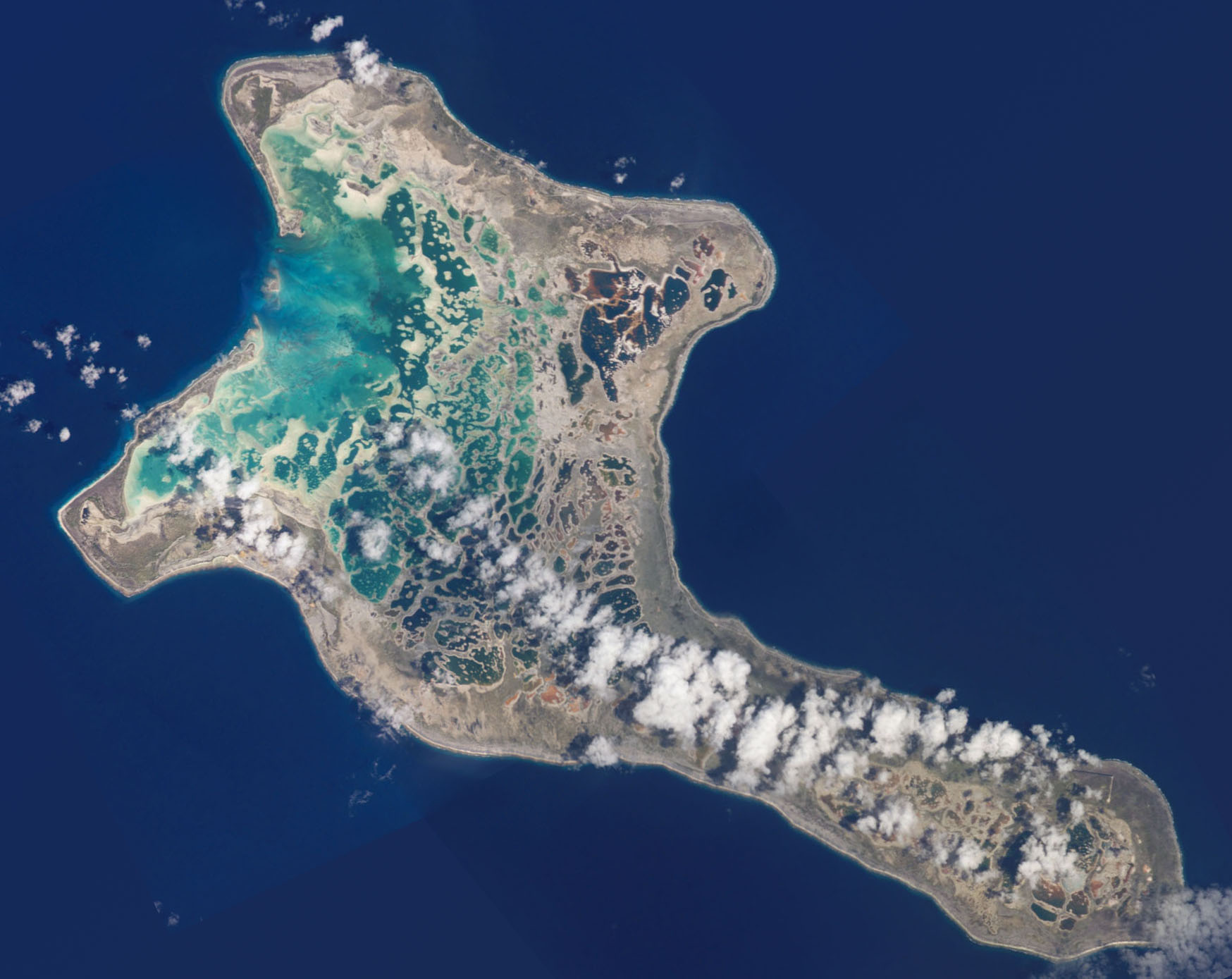
کیریتیماتی (جزیره کریسمس)